# 2133 Franceswright
2133 Franceswright este un asteroid din centura principală, descoperit pe 20 noiembrie 1976.